# 田辺市立美術館
田辺市立美術館（たなべしりつびじゅつかん、Tanabe City Museum Of Art）は和歌山県田辺市の新庄総合公園内にある美術館。田辺市出身の実業家で収集家・脇村禮次郎より寄託されたコレクションを基礎に1996年開館した。
紀州の三大文人画家、祇園南海、桑山玉洲、野呂介石をはじめとする郷土ゆかりの作家と作品を中心に収集・展示を行っている。また、禮次郎の実兄で経済学者・脇村義太郎が収集した日本洋画のコレクションも充実している。

## 主な収蔵品
日本画
- 作者不明 「洛中洛外図屏風（洛陽祇園祭礼之図）」 紙本金地著色 六曲一双
- 村上華岳 - 月ヶ瀬（1915年）、 観世音菩薩（1927年）、 洞窟老子（1937年）
- 野長瀬晩花 - 奈良の秋（1921年）、 帆影（1921年）、女人図屏風
- 稗田一穂 - 蒼壁（1974年）、 天宇（1989年） 、 遠き花火（1991年）、雪汀（1994年）
- 岡信孝 - 大和の家 三題（1970年）、

油彩画
- 藤島武二 - 聖女（1920年）
- 中村彝 - 帽子を被る少女（1912年）
- 佐伯祐三 - リュクサンブール公園（1927年）、 工場（1928年）、 扉（1928年）
- 前田寛治 - 椅子に座る男（アルジェの兵士）（1925年）
- 川口軌外 - 静物（1934年）、花（1947-50年）、 構成<composition>（1957年）、 港（1957年）
- 保田龍門 - 肖像（1916-18年）、風景（1919年）
- 赤松麟作 - 薔薇（1935年）
- 有島生馬 - 熊谷守一肖像（1930年）
- 原勝四郎 - 風景（1934年）、瀬戸風景（1935年）、海辺（1957年）、老人（1958年）
- 鍋井克之 - 熊野灘のみえる丘（1963年）、 南紀の春
- 元永定正 - 作品（1961年）
- 白髪一雄 - 地祐星 賽仁貴（1961年）
- 村井正誠 - 春の人（1964年）

文人画
- 木村蒹葭堂 - 秋山訪友図
- 祇園南海 - 五老峰、 竹石図、 和歌浦
- 野呂介石 - 歳寒三友図屏風（1820年）、 松・山水・竹図（1825年）、 燕山香発図
- 桑山玉洲 - 秋景山水図、 青緑那瀑之図、 溪山避暑図、 溪山幽居図、 牡丹図

書跡
- 内藤湖南 - 尚書正義跋
- 狩野君山 - 杜牧懐馮秀才七絶、 書

## 建築概要
- 竣工 - 1996年
- 建築面積 - 1,660.60m2
- 構造 - 鉄骨造
- 施設
  - 展示室1～5
  - 図書コーナー・サロン
  - 研修室（ハイビジョン・ギャラリー）
- 所在地 - 〒646-0015　和歌山県田辺市たきない町24-43

## 交通アクセス
- JRきのくに線白浜駅から明光バスで10分、「新庄総合公園」下車、徒歩5分
- JRきのくに線紀伊田辺駅から明光バスで20分、「新庄総合公園」下車、徒歩5分
- JRきのくに線白浜駅または紀伊田辺駅から明光バス「新庄病院前」下車、徒歩5分

## 近隣施設
- 南和歌山医療センター
- 和歌山県立情報交流センターBig・U
- 紀南こころの医療センター
- 新庄総合公園